# David P. Lewis
David Peter Lewis, né le 1er janvier 1820 et mort le 3 juillet 1884, est un homme politique américain, membre du Parti démocrate puis du parti républicain. Il est gouverneur de l'Alabama entre 1872 et 1874.

## Biographie
David P. Lewis est un des délégués de l'Alabama au Congrès provisoire des États confédérés et est l'un des signataires de la Constitution provisoire des États confédérés.